# 巴希维莱尔
巴希维莱尔（法語：Bachivillers）是法国瓦兹省的一个市镇，属于博韦区（Beauvais）韦克桑地区绍蒙县（Chaumont-en-Vexin）。该市镇总面积5.91平方公里，2009年时的人口为419人。

## 人口
巴希维莱尔人口变化图示